# Tilly Münninghoff-van Vliet
Mathilda Jacoba Tilly Münninghoff-van Vliet (* 27. November 1879 in Amsterdam; † 29. Dezember 1960 in Oosterbeek) war eine niederländische Malerin und Zeichnerin.

## Leben
Tilly van Vliet wurde am 27. November 1879 in Amsterdam als Tochter von Pieter Johannes van Vliet und Elisabeth Louiza Adelaida Dumans geboren.
Sie studierte an der Koninklijke Academie van Beeldende Kunsten in Den Haag bei Frits Jansen, später wurde sie Schülerin von Jan Antonius van Schooten in Hilversum.
Sie bekam im März 1906 von Xeno Münninghoff eine Einladung zu einem Vorstellungsgespräch zur aktiven Mitarbeit in der Vereinigung Pictura Veluvensis. Diese Einladung führte zur Ehe mit Münninghoff, welche am 3. Dezember 1906 geschlossen wurde. Das Paar hatte zwei Töchter.
Sie war Mitglied bei „Artibus Sacrum“ in Arnheim und später von „Rhijn-Ouwe“ und „Punt 62“ in Oosterbeek.
Tilly Münninghoff-van Vliet malte und zeichnete Kinderporträts und Blumenstillleben. Sie stellte ihre Werke gemeinsam mit ihrem Mann aus. Gerne in ihrem eigenen Zuhause, denn dort liebte sie das Licht und fand die Präsentation und die Atmosphäre besser als in einer Galerie. Ihr Zuhause befand sich in Osterbeek, mit einem wunderschönen Blick auf den Bato'swijk-Park. Das Haus wurde bei der Schlacht um Arnheim im Zweiten Weltkrieg stark beschädigt und viele Werke verschwanden dabei. Xeno Münninghoff starb 1944 in Barneveld, die Evakuierung überlebte er nicht.
Tilly Münninghoff-van Vliet starb am 29. Dezember 1960 in Osterbeek. Werke von ihr befinden sich im Museum Veluwezoom.